# 카프르산
카프르산(영어: capric acid) 또는 데칸산(영어: decanoic acid)은 10개의 탄소로 구성된 포화 지방산이며, 화학식은 CH3(CH2)8COOH이다. 카프르산의 염과 에스터(에스테르)는 카프레이트 또는 데카노에이트라고 불린다. 카프르산이란 용어는 라틴어 "caper / capra" (염소)에서 유래되었는데 이는 카프르산의 땀에 젖은 듯한 불쾌한 냄새가 염소를 연상시키기 때문이다.

## 발견
카프르산은 코코넛유(약 10%)와 팜핵유(약 4%)에서 자연적으로 발견되고, 그 외에 일반적인 종자 기름에는 흔치 않다. 카프르산은 다양한 포유류의 젖에서 발견되며, 다른 동물성 지방에서는 소량 발견된다. 또한 카프르산은 두리안의 일종인 Durio graveolens의 열매 지방의 1.62%를 차지한다.
카프로산과(C6 지방산)과 카프릴산(C8 지방산)은 염소에서 그 이름을 따왔다. 카프르산과 이들 지방산들은 염소 젖의 지방 중 15%를 차지한다.

## 생산
카프르산은 산성 조건 하에서 산화제인 삼산화 크롬(CrO3)을 사용하여 1차 알코올인 데칸올을 산화시켜 제조할 수 있다.
카프르산의 중화 또는 전형적인 트라이글리세라이드인 카프르산 에스터에 수산화나트륨을 가해 비누화시키면 나트륨 데카노에이트(sodium decanoate)를 얻을 수 있다. 나트륨 데카노에이트(CH3(CH2)8COO−Na+)는 일부 비누 제품의 구성 성분이다.

## 용도
카프르산은 인공 과일 향 및 향료용 에스터 제조에 사용되며, 또한 화학 합성의 중간생성물로 사용된다. 카프르산은 유기 합성 및 향수, 윤활유, 그리스, 고무, 염료, 플라스틱, 식품첨가제, 의약품 제조에 산업적으로 사용된다.

### 의약품
다양한 의약품의 카프레이트 에스터 프로드러그들이 이용가능하다. 카프르산은 지방산이므로 약물과 함께 염 또는 에스터를 형성하면 지질친화성과 지방 조직에 대한 친화성이 증가한다. 지방 조직에서 약물의 분포가 일반적으로 느리기 때문에 데카노에이트 형태를 사용하여 장기간 주사 가능한 형태의 약물(데포 주사라 불림)을 개발할 수 있다. 데카노에이트 에스터로 이용가능한 약물의 예로는 난드롤른(nandrolone), 플루페나진(fluphenazine), 브롬페리돌(bromperidol), 할로페리돌(haloperidol)이 있다.

## 효과
카프르산은 치료와 관련된 농도에서 비경쟁적 AMPA 수용체(α-아미노-3-하이드록시-5-메틸-4-이소자졸레프로피온산 수용체)의 길항제로서 전압의존적 및 소단위체 의존적 방식으로 작용하며, 이는 카프르산의 항경련 효과를 설명하기에 충분하다. 뇌에서 카프르산에 의한 흥분성 신경전달의 직접적인 억제는 중간 사슬 트라이글리세라이드(MCT) 케톤 생성성 식이의 항경련제 효과에 기여한다. 카프르산과 AMPA 수용체의 길항제인 페람파넬(perampanel)은 AMPA 수용체에서 따로 떨어진 서로 다른 부위에 작용하므로 AMPA 수용체에서 협동 작용이 가능하여 페람파넬과 케톤 생성성 식이가 서로 시너지 효과를 일으킬 수 있음을 시사한다.
카프르산은 케톤 생성성 식이와 관련된 미토콘드리아 증식을 담당할 수 있으며, PPARγ(Peroxisome proliferator-activated receptor gamma) 수용체의 작용과 미토콘드리아 발생에 관여하는 표적 유전자를 통해 생성될 수 있다. 미토콘드리아 내막에 위치한 전자전달계의 복합체 I의 활성은 카프르산의 처리에 의해 크게 상승된다.
그러나 입을 통해서 섭취한 중간 사슬 지방산들은 간문맥을 통해 간에서 흡수됨으로써 1차 통과 대사에 의해 매우 빠르게 분해될 것이라는 점과 β-산화와 시트르산 회로를 통해 신속하게 대사되어 이산화 탄소, 아세톤, 케톤체를 생성한다는 점을 유의해야 한다. 케톤체인 β-하이드록시뷰티르산과 아세톤이 직접적인 항경련 활성을 가지는지는 불분명하다.

## 같이 보기
- 운데실산
- 펠라르곤산 : 항경련 활성을 갖고 있는 또 다른 중간 사슬 지방산